# Gymnocalycium gibbosum
Gymnocalycium gibbosum är en kaktusväxtart som först beskrevs av Adrian Hardy Haworth, och fick sitt nu gällande namn av Louis Ludwig Karl Georg Pfeiffer och Mittler. Gymnocalycium gibbosum ingår i släktet Gymnocalycium och familjen kaktusväxter.

## Underarter
Arten delas in i följande underarter:
- G. g. borthii
- G. g. gibbosum

## Bildgalleri

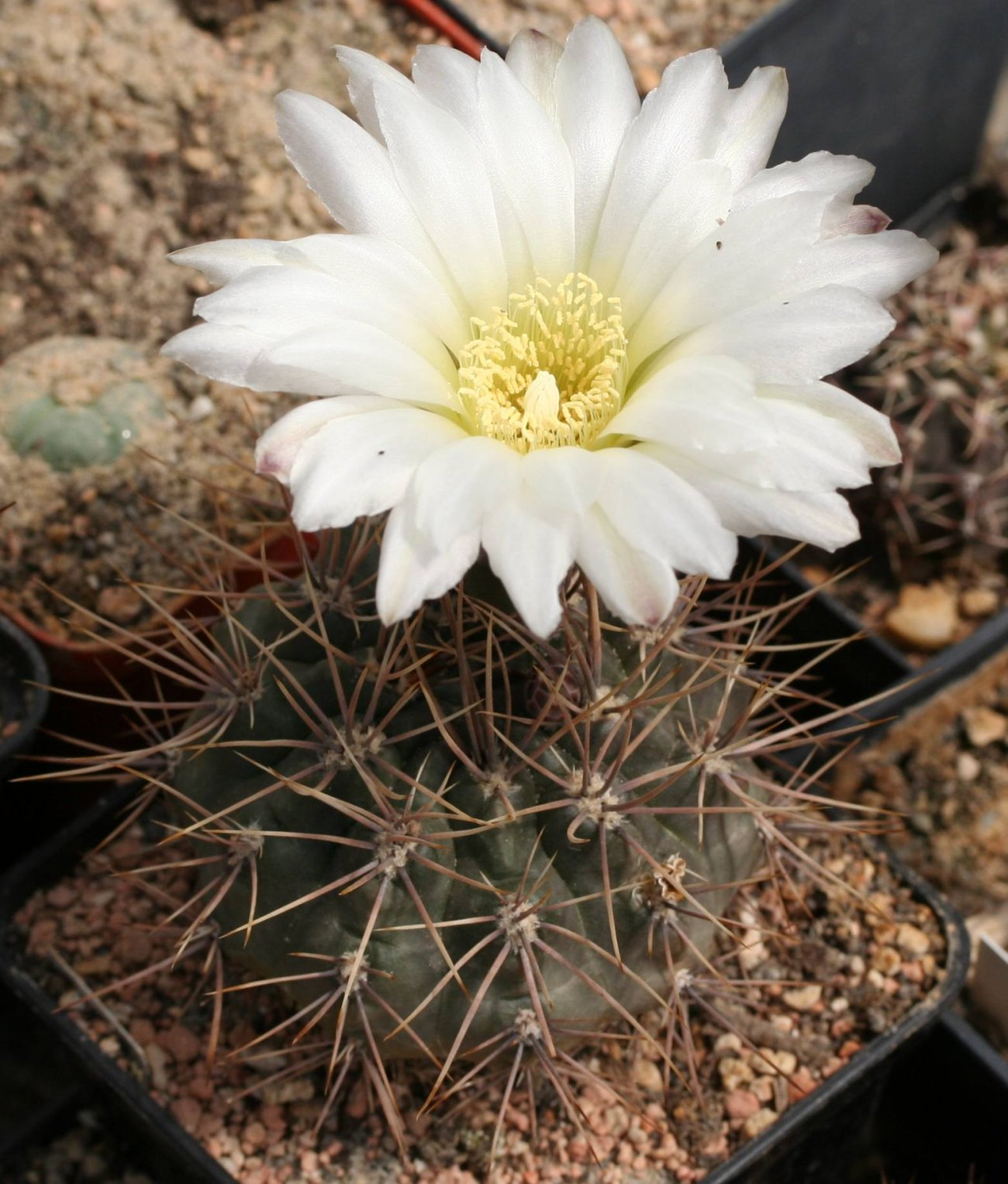
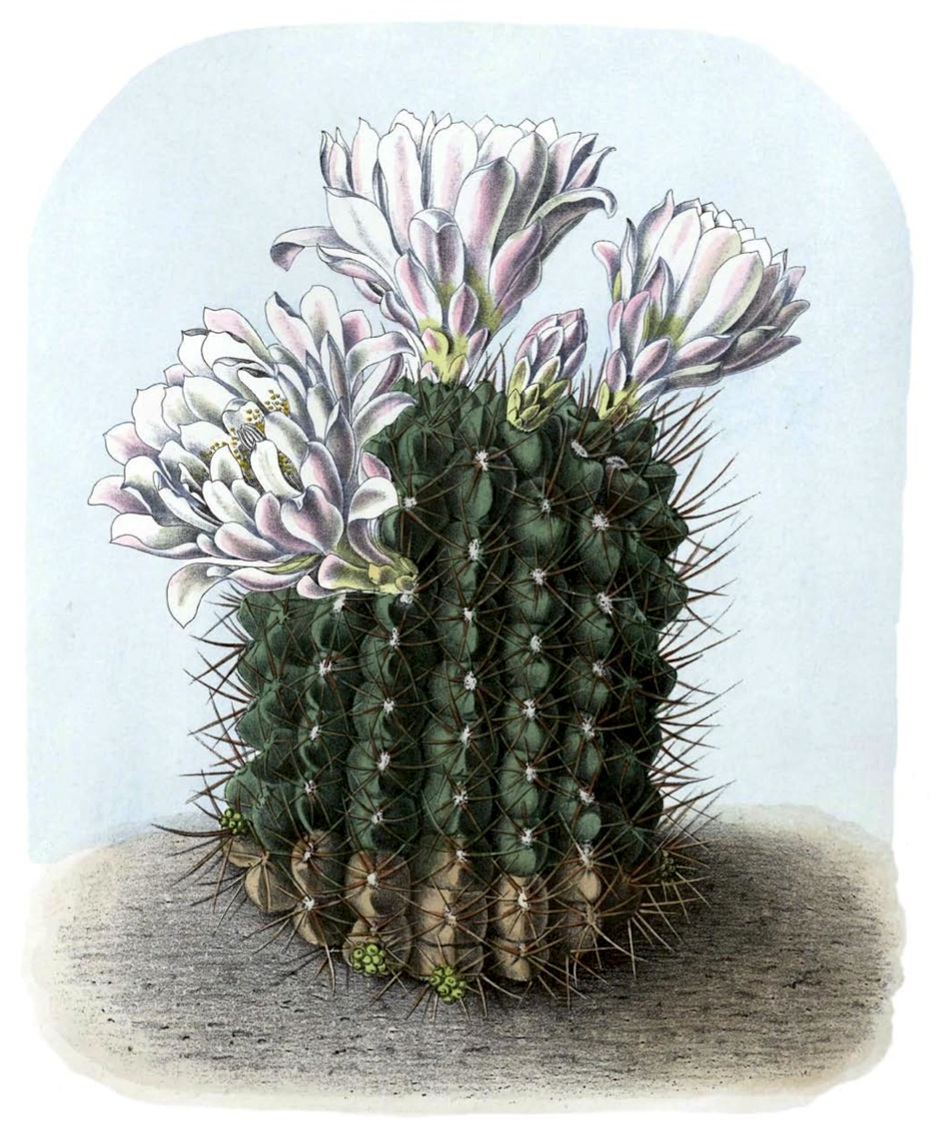
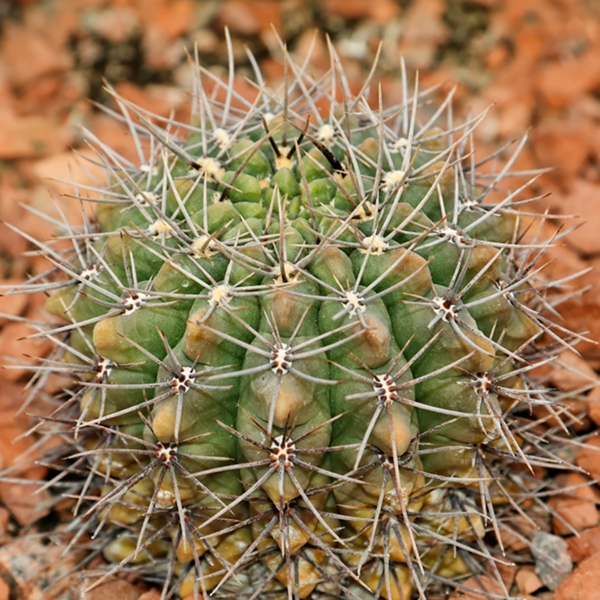
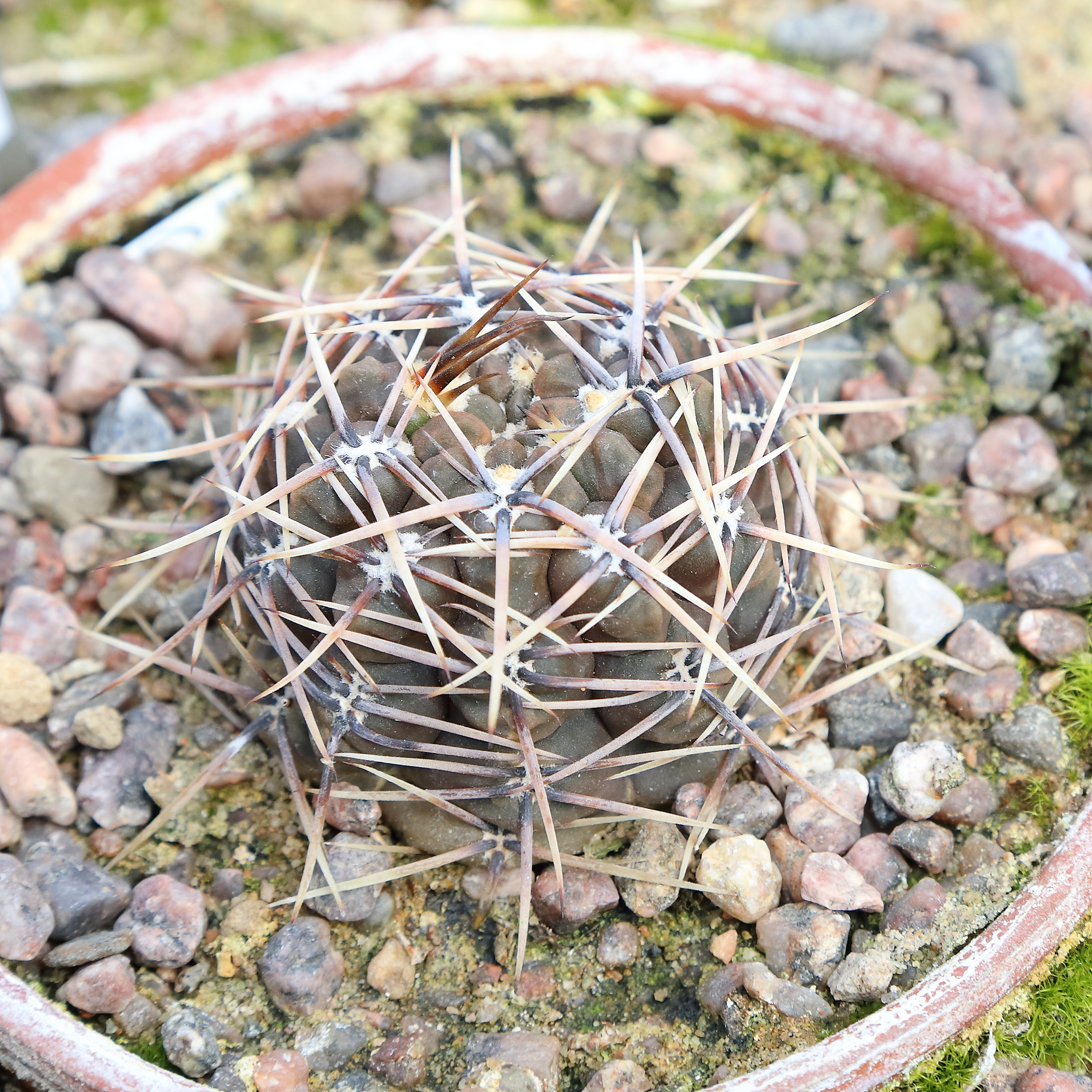
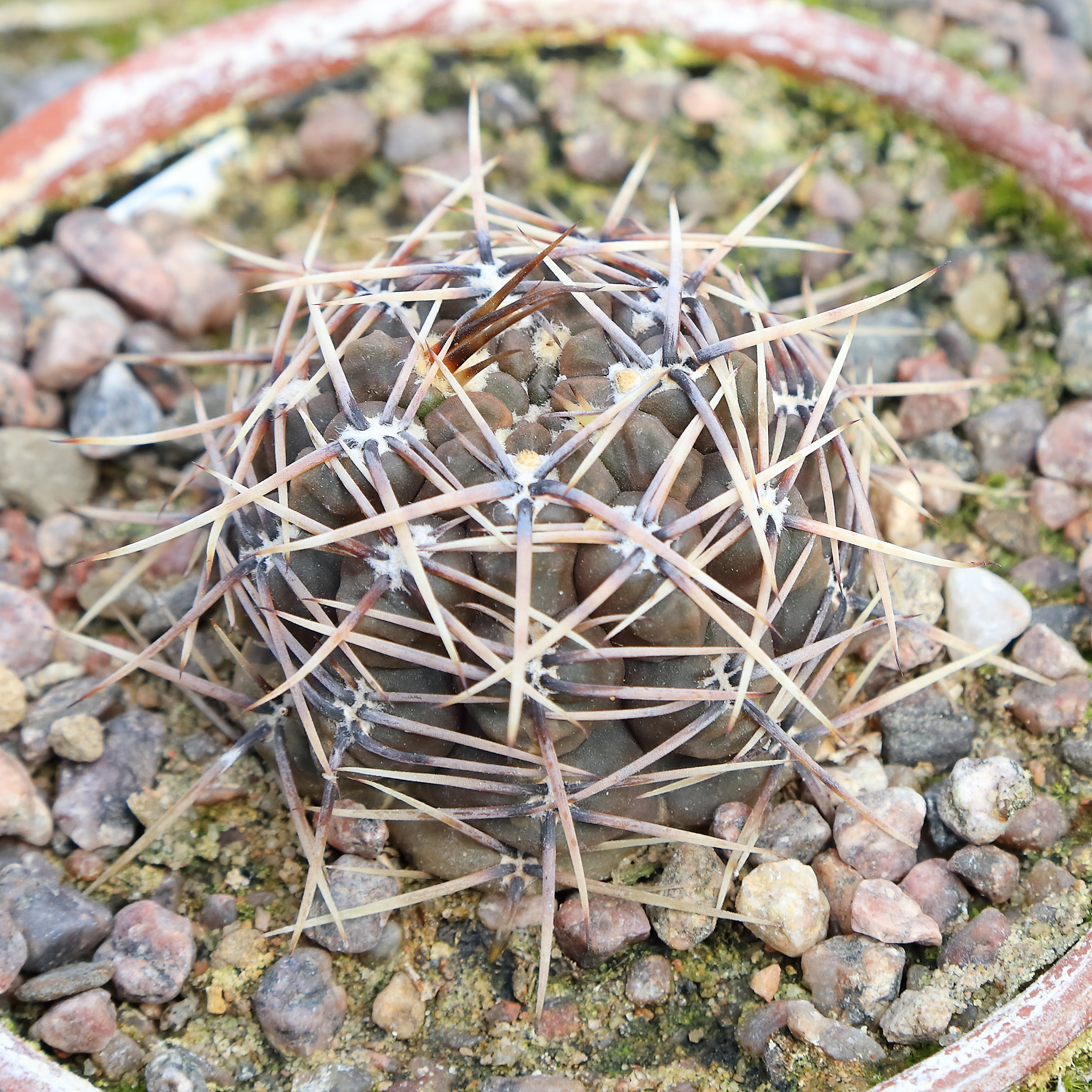